# Glagah Harjo
Glagah Harjo is een bestuurslaag in het regentschap Sleman van de provincie Jogjakarta, Indonesië. Glagah Harjo telt 3635 inwoners (volkstelling 2010).